# カチン防衛軍
カチン防衛軍（カチンぼうえいぐん、ジンポー語: Wunpawng Mung Shawa Makawp Maga Hpyen Dap、ビルマ語: ကချင်ကာကွယ်ရေးတပ်ဖွဲ့、英語: Kachin Defense Army、 略称:KDA）は、ミャンマー・シャン州北部で活動していたカチン族による武装組織である。2010年1月にミャンマー軍傘下の民兵組織（People’s militia force: PMF）に再編された。民兵に改組された後のKDAをコンカー民兵（ビルマ語:  ကောင်းခါးပြည်သူ့စစ်、英語: Kawngkha militia、ジンポー語: Kawng Hka Mung Shawa Hpyen Hpung）と呼称するが、本記事ではこれについても記述する。

## 名称
カチン防衛軍（Kachin Defense Army: KDA）はカチン民主軍（Kachin Democratic Army: KDA）の名称でも知られている。Lintner (2015)はカチン防衛軍は誤りであり、カチン民主軍が正しいとしているが、カチン防衛軍の呼称が一般的に通用しているため本記事ではこれを用いる。なお、Risser et al. (2003)はカチン民主軍からカチン防衛軍に改名されたのだとしている。
このほかに、ビルマ語メディアではカチン民族進歩発展軍（ビルマ語: ကချင် တိုင်းရင်းသားများ တိုးတက်ရေးနှင့် လုံခြုံရေး တပ်မတော်）という表記がなされることがある。あるいは、カチン民族進歩発展党（Kachin Nationals Progress and Development Party）とも表記される。

## 歴史

### KDA時代

#### KIAからの分裂・停戦
1990年、カチン独立軍（Kachin Independence Army: KIA）第4旅団はカチン独立軍から分裂した。この分裂の原因は、1980年代末、ミャンマー軍の前進により第4旅団が攻撃に晒される位置になっていったこととと、実戦経験の乏しい幹部が昇進しているにもかかわらず実戦経験豊富な同旅団司令官のマトゥノーが昇進出来ていないことに不満を抱いていたからであった。既に旧ビルマ共産党系の武装組織との停戦に至っていたミャンマー軍情報部将校は、この分裂を利用した。1990年以降、ミャンマー軍はKIA第4旅団に配給を行っていたとされている。そして1991年1月11日にミャンマー軍は同旅団と停戦条約を締結した。同旅団はシャン州クカイ郡区コンカー（Kawnghka）に拠点を置き、1993年にカチン防衛軍（Kachin Defense Army: KDA）を名乗った。マトゥノーと共に離反したのは数百の軍勢だけであったが、これによりKIAは大きく弱体化した。
停戦の結果、軍事政権はKDA支配領域をシャン州第5特区として承認した。KDAはサルウィン川東岸のコーカン・ワ州に繋がる戦略的な要所を抑えていたため、軍事政権はラシオに拠点を置くミャンマー陸軍北東軍管区の監督のもと、KDAが武装したまま統治することを認めた。KDAの統治する領域にはカチン族が多数を占める約200の村が含まれていたが、特区の範囲はKIAの支配領域と一部重複しており、両組織の関係を緊張させた。特区の境界が定まっていたのはパラウン州解放軍（PSLA）およびシャン州軍 (北)(SSA-N)との境界のみであった模様である。
KDA発足当初はミャンマー民族民主同盟軍に従属しており、停戦グループというよりも民兵に近いと言われていた。

#### 支配の安定
KDAはミャンマー軍と緊密な連携を保ち、1993年から2007年まで国民議会の代表として参加し、2008年憲法の起草に携わった。2008年憲法の是非を問う国民投票では、KDA支配領域の住民に投票を強制した。
停戦前は非常に辺鄙であったコンカーは、ミャンマー政府が存在感を示すべく水力発電所、学校、病院、役所など社会インフラを建設した結果、大きく発展した。また、軍情報部のトップであったキン・ニュンは、コンカーがキリスト教徒が多い地域であるにもかかわらずKDAに圧力をかけ、2001年にKDA本部にパゴダと寺を建立させた。一方で、KDAは教会を建設し、政府やNGOの支援を得て道路・橋・学校などの社会インフラ建設に力を入れた。カチン文化の保護にも尽力し、マナウ祭りが非合法であった時代にも祭りを開催したり、教会ベースのカリキュラムによるカチン語の学校を支援したりした。KDAの行政機構はKIOの行政機構に基づくものであり、政府の地方行政と並行して存在していた。
2004年にキン・ニュンが失脚するとKDAとミャンマー軍との関係は悪化した。2005年、シャン州民族軍とパラウン州解放軍（PSLA）が武装解除を迫られたのと同時期に停戦地域の隣接部でミャンマー軍が不審な動きを行い、KDAは警戒態勢に入った。しかし、数日するとミャンマー軍部隊は基地へと戻っていった。
2007年5月、警察官13人がKDA財務局長のヨーチャンパを麻薬の容疑で逮捕するためにパンピーク村に向かったところ、KDAの待ち伏せに遭い、5,6人が死亡した。その後、クカイの第45・第241・第242歩兵大隊のミャンマー軍兵士300人がコンカーのKDA本部を包囲し、ヨーチャンパの引き渡しを求めたが、ヨーチャンパは多くのKDA兵士とともに逃走した。

#### 民兵グループへの改組
2009年、KDAは軍事政権の国境警備隊改組プログラムについて、KDAの国境警備隊（BGF）への改組を要望したが、中緬国境から離れていることを理由に国境警備隊への改組を拒否された。その代わりにKDAは5つの小規模な民兵グループへと再編されることとなり、重火器と迫撃砲がミャンマー陸軍北東部軍管区に引き渡された。
なお、マトゥノーはミャンマー軍からBGFになるか、民兵になるか選ぶように言われ、BGFになればミャンマー軍の指揮下に入るが、民兵になればカチン族のコミュニティを支援できるので民兵への改組を選んだのだとしている。

### コンカー民兵時代

#### 民兵改組後
2010年ミャンマー総選挙では、「連邦団結発展党に投票しなければ殺す」などと住民を脅し、ミャンマー軍の翼賛政党である連邦団結発展党への投票を強制した。
2016年1月には和平締結25周年記念式典が行われ、それに合わせてマナウ祭りが行われた。

#### KIAとの関係
2011年以降、カチン独立軍（KIA）とミャンマー軍との間で戦闘が勃発した。KIAはワ州連合軍から武器を入手しており、カチン州からサルウィン川東岸にあるワ州に至るまではコンカー民兵支配地域を通行する必要があるが、KIAの通行に対してコンカー民兵は拒否出来なかったという。Meehan(2024)は、コンカー民兵はミャンマー軍やKIAとの繋がりを維持し続けたことで国際的な麻薬取引のパートナーになれたのだと指摘している。コンカー民兵にとってKIAの存在は大きく、ミャンマー軍の圧力にどう対応するのかという質問に対して、コンカー民兵の幹部の一人は「領土と民衆を守るためにKIAに合流してミャンマー軍と戦う」と答えている。

#### 武装解除
2020年2月28日から3月15日まで、約3000億チャット相当の麻薬が押収されたことを受け、ミャンマー陸軍第99軽歩兵大隊がコンカー民兵の拠点であるコンカーとロイカム村に進駐した。ミャンマー軍は大量の武器を押収し、コンカー民兵の関係者を逮捕した。
これを受けて、コンカー民兵は武装解除されることとなった。ミャンマー軍は2018年2月から2020年3月までの期間に3度にわたってコンカー民兵支配地域で大量の麻薬が発見されたことを理由としている。
ミャンマー軍がコンカー民兵の武装解除に踏み切った理由として、麻薬の密売によって得られたとされるアラカン軍の資金源を切り崩すためであることが示唆されている。また、コンカー民兵はタアン民族解放軍（TNLA）およびミャンマー民族民主同盟軍（MNDAA）と支配領域が重複ないし隣接しているが、これらの武装勢力との衝突は長らく無いため、武器を供給している可能性も示唆されている。

#### 武装解除後
ミャンマー軍による武装解除後もコンカー民兵は解散しておらず、武器を携行していることが報告された。武装解除されたコンカー民兵の9部隊のうち、コンカー部隊はマンピン民兵に改組され、従来より存在していた元KDAのマンチェイ民兵、ジャヤン民兵、モンリー民兵、パンサイ第2民兵などはそのまま存続した。
2021年12月、KDA創設時以来の指導者マトゥノーが死亡した。
2023年11月、1027作戦では、タアン民族解放軍によりコンカー民兵の一つであるジャヤン民兵の基地が占領された。同年12月には、コンカー民兵の一部がミャンマー軍から離反してカチン独立軍に加わったとされている。コンカー民兵は、1027作戦第1段階の時点で既に半分がKIAに加わっており、KIAの他にもMNDAAにも加わっているとシャン州を専門とする政治アナリストが明らかにしている。

## 経済活動
KDAは停戦後、利権を得て麻薬の生産や取引を含む大規模な経済活動を行った。また、コンカー民兵に改組されてからは自力で装備を整えるために資金調達を引き続き行った。

### 麻薬
KDAは麻薬事業を行うことを軍事政権に認められたとされており、麻薬の生産・密輸に関与している。KDAはアヘンや精製ヘロインをインド・マニプル州国境まで運搬し、インド国境地帯でヘロインの精製工場を操業していた。ミャンマー軍は麻薬の生産・密輸を長らく黙認していたが、2020年3月にコンカー民兵武装解除の強制に踏み切った。コンカーで摘発された麻薬はメコン川流域やバングラデシュ方面に密輸される予定だったとみられている。
コンカーでは麻薬事業に関連して相当数の中国人が働いていたとみられる。ロイターの報道によると、麻薬王・謝志楽の三哥（サムゴー）シンジケートはコンカー民兵の覚醒剤生産に関与していた疑いがあると見られ、ロイカム村の住民は覚醒剤工場で中国人が働いていたと証言している。
KDAの麻薬製造によるシャン州北部での薬物汚染は深刻であり、家庭の崩壊や若者の麻薬中毒を引き起こしたために反麻薬運動が始まったが、反麻薬運動のリーダーの家にコンカー民兵がやって来て警告射撃を行った。それ以来反麻薬運動は活動を停止したという。

### 林業・農業
1997年、KDAは軍事政権に中国人実業家と共同の伐採事業を行う許可を求め、これを認められた。2010年には、中国企業がブルドーザーやトラック、製材機械を持ち込んでKDA/コンカー民兵支配地域で大規模な伐採を行い、村人とのトラブルが発生したことが報告されている。
KDAはJICAのソバプロジェクトに積極的に参加し、ソバ栽培を行っていた。1エーカーあたり5バスケット（約106kg）の買取上限制が設けられたことへの不満から、2003年度の栽培は行なっていない。コンカー民兵改組後は積極的に開発に参入しておらず、2006年からKDA自ら設立した茶園も放置されていた。

### 鉱業
KDA/コンカー民兵はヒスイ鉱山の開発事業に関与している。KDAの指導者マトゥノーは、カチン州・パカンのヒスイ鉱山で発生した2019年4月の地滑り事故の際、許可なく操業していたKachin National Development and Progress Company (KNDPC)の株主であり、KNDPC社の登録されている住所も同武装勢力のオフィスであった。しかしながら、マトゥノーは名義貸しをしているだけと見られ、実際はKwe Pinnという中国系実業家がモーマウラヤンにある鉱山の開発を行っている。登記によるとKaung Kwe Pinnという名の取締役兼株主がKNDPC社の株の18%を取得している。

### 貿易業
マトゥノーは輸出入業の会社をヤンゴンに有している。コンカー民兵は資金源として輸出入業があると語っている。

### その他
KDAは賭博場を開帳して収益を得ていた。
コンカー民兵はアジアハイウェイのムセ・ラーショー間でガソリンスタンドを経営しており、武装解除後はタアン民族解放軍にみかじめ料を払わねばならなくなった。

## 少年兵・強制徴募
KDA/コンカー民兵は強制徴募を行っているとされ
、その中に少年兵が含まれている。
Heppner (2007)によると、KDAにいる少年兵は16歳以下ではないが、兵士の6-7%あるいは10%程度が少年兵であったとされる。KDAはコンカーで10歳から17歳の生徒約100人が通う寄宿学校を運営しており、財政的補助を行っている。生徒は学校を出る際に、KDAで兵役に服す義務があった。
2023年2月のシャン・ヘラルドの報道によると、コンカー民兵の一つであるジャヤン民兵には18歳以下の子どもの兵士が20人いたとされている。